# Хуан Ферней Отеро
Хуан Ферней Отеро (ісп. Juan Otero, нар. 26 травня 1995, Сіпі) — колумбійський футболіст, нападник мексиканського клубу «Сантос Лагуна».

## Клубна кар'єра
Народився 26 травня 1995 року в місті Сіпі. Вихованець юнацьких команд футбольних клубів «Депортіво Перейра» та «Санта-Фе».
У дорослому футболі дебютував влітку 2014 року виступами за команду «Форталеса», в якій провів один рік, взявши участь у 18 матчах чемпіонату.
Влітку 2015 року перейшов на правах оренди в Іспанська «Депортіво» (Ла-Корунья), але грав тільки за дублюючу команду, забивши 18 голів у 32 іграх Терсери 2015/16, після чого повернувся у «Форталесу» і продовжив за неї грати до кінця року.
На початку 2017 року знову був відданий в оренду. Його новим клубом став аргентинський «Естудьянтес». 10 березня в матчі проти «Велес Сарсфілда» він дебютував у аргентинській Прімері. 15 березня в поєдинку Кубка Лібертадорес проти бразильського «Ботафого» Отеро забив свій перший гол за «Естудіантес». Влітку клуб викупив трансфер футболіста, який відіграв за команду з Ла Плати наступний рік своєї ігрової кар'єри.
Влітку 2018 року Отеро перейшов у французький «Ам'єн». Сума трансферу склала 2,1 млн євро. У першому сезоні колумбієць був основним гравцем команди, але в другому втратив місце в основі, а його команда вилетіла з вищого дивізіону. Провівши ще пів року у Лізі 2, 4 січня 2021 року Отеро підписав контракт з мексиканський клубом «Сантос Лагуна». Станом на 23 лютого 2021 року відіграв за команду з Торреона 7 матчів в національному чемпіонаті.

## Виступи за збірну
2015 року залучався до складу молодіжної збірної Колумбії, з якою посів друге місце на молодіжному чемпіонаті Південної Америки в Уругваї. На турнірі він взяв участь у 6 матчах і забив 1 гол у матчі проти Чилі (3:0). Цей результат дозволив команді поїхати на молодіжний чемпіонат світу 2015 року в Новій Зеландії, де Отеро зіграв у 3 матчах, а команда вилетіла на стадії 1/8 фіналу.

## Статистика виступів

### Статистика клубних виступів
| Сезон                 | Команда               | Чемпіонат             | Чемпіонат | Чемпіонат | Національний кубок | Національний кубок | Національний кубок | Континентальні кубки | Континентальні кубки | Континентальні кубки | Інші змагання | Інші змагання | Інші змагання | Усього | Усього | Усього |
| Сезон                 | Команда               | Ліга                  | Ігор      | Голів     | Ліга               | Ігор               | Голів              | Ліга                 | Ігор                 | Голів                | Ліга          | Ігор          | Голів         | Ігор   | Голів  |        |
| --------------------- | --------------------- | --------------------- | --------- | --------- | ------------------ | ------------------ | ------------------ | -------------------- | -------------------- | -------------------- | ------------- | ------------- | ------------- | ------ | ------ | ------ |
| 2014                  | «Форталеса»           | A                     | 6         | 0         | КК                 | 0                  | 0                  |                      | -                    | -                    |               | -             | -             | 6      | 0      |        |
| 2015                  | «Форталеса»           | B                     | 12        | 5         | КК                 | 1                  | 0                  |                      | -                    | -                    |               | -             | -             | 13     | 5      |        |
| 2015–16               | «Депортіво Б»         | ТД                    | 34        | 19        |                    | -                  | -                  |                      | -                    | -                    |               | -             | -             | 34     | 19     |        |
| 2016                  | «Форталеса»           | A                     | 18        | 3         | КК                 | 0                  | 0                  |                      | -                    | -                    |               | -             | -             | 18     | 3      |        |
| Усього за «Форталесу» | Усього за «Форталесу» | Усього за «Форталесу» | 36        | 8         |                    | 1                  | 0                  |                      | -                    | -                    |               | -             | -             | 37     | 8      |        |
| 2016–17               | «Естудьянтес»         | ПД                    | 12        | 2         | КА                 | 1                  | 1                  | ЛЧ+ПАК               | 5+4                  | 1+0                  |               | -             | -             | 22     | 4      |        |
| 2017–18               | «Естудьянтес»         | ПД                    | 8         | 2         | КА                 | 0                  | 0                  |                      | -                    | -                    |               | -             | -             | 8      | 2      |        |
| Усього за кар'єру     | Усього за кар'єру     | Усього за кар'єру     | 90        | 31        |                    | 2                  | 1                  |                      | 9                    | 1                    |               | -             | -             | 101    | 33     |        |